# João Coutinho-klassen
João Coutinho-klassen er en klasse af korvetter der blev bygget til at gøre tjeneste i Portugals afrikanske kolonier. Korvetterne blev designet til Marinha Portuguesa af marineingeniøren Rogério de Oliveira, men grundet kolonikrigene var der et stort behov for at anskaffe nye skibe hurtigt, og korvetterne blev derfor bygget på udenlandske skibsværfter. Klassen består af seks skibe, de tre første blev bygget på det tyske værft Blohm & Voss og de sidste tre på det spanske værft Bazán. Skibene blev søsat i perioden 1970-1971.
Fra 1970 indtil afslutningen på konflikten i 1975 blev korvetterne benyttet til patruljer og ildstøtte i Angola, Mozambique, Guinea-Bissau og Kap Verde. Efter disse kolonier opnåede deres selvstændighed, blev korvetternes opgaver ændret til patruljetjeneste i portugisisk territorialfarvand.
João Coutinho-klassen udgjorde også grundlaget for adskillige andre skibsklasser: Korvetterne af Baptista de Andrade-klassen (Portugal), korvetterne af Descubierta-klassen (Spanien, Egypten og Marokko) samt fregatterne af Espora-klassen (MEKO 140) (Argentina) og D'Estienne d'Orves-klassen (Frankrig, Argentina og Tyrkiet).
| Pennant | Navn                  | Kølen lagt | Søsat           | Indgået           | Skæbne     | Kaldesignal |
| ------- | --------------------- | ---------- | --------------- | ----------------- | ---------- | ----------- |
| F471    | António Enes          | -          | 16. august 1969 | 18. juni 1971     | I tjeneste | CTFV        |
| F475    | João Coutinho         | -          | 2. maj 1969     | 7. marts 1970     | I tjeneste | CTFA        |
| F476    | Jacinto Cândido       | -          | 16. juni 1969   | 10. juni 1970     | I tjeneste | CTFB        |
| F477    | General Pereira D'Eça | -          | 16. juli 1969   | 10. oktober 1970  | I tjeneste | CTFC        |
| F484    | Augusto de Castilho   | -          | 4. juli 1969    | 14. november 1970 | Udfaset    | CTFD        |
| F485    | Honório Barreto       | -          | 11. april 1970  | 16. april 1971    | Udfaset    | CTFF        |

## Eksterne links
- ACP113 (AH) Arkiveret 18. juli 2011 hos  Wayback Machine
- Worldwarships.com: Portugal